# Mesothen restricta
Mesothen restricta är en fjärilsart som beskrevs av Rothschild 1931. Mesothen restricta ingår i släktet Mesothen och familjen björnspinnare. Inga underarter finns listade i Catalogue of Life.